# Brahmana Ilakalale, Sagar
Brahmana Ilakalale là một làng thuộc tehsil Sagar, huyện Shimoga, bang Karnataka, Ấn Độ.